# Euryops
Euryops är ett släkte av korgblommiga växter. Euryops ingår i familjen korgblommiga växter.

## Dottertaxa tillEuryops, i alfabetisk ordning[1]
- Euryops abrotanifolius
- Euryops acraeus
- Euryops algoensis
- Euryops annae
- Euryops annuus
- Euryops anthemoides
- Euryops antinorii
- Euryops arabicus
- Euryops asparagoides
- Euryops bolusii
- Euryops brachypodus
- Euryops brevilobus
- Euryops brevipapposus
- Euryops brevipes
- Euryops brownei
- Euryops calvescens
- Euryops candollei
- Euryops chrysanthemoides
- Euryops ciliatus
- Euryops cuneatus
- Euryops dacrydioides
- Euryops decipiens
- Euryops decumbens
- Euryops dentatus
- Euryops discoideus
- Euryops dregeanus
- Euryops dyeri
- Euryops elgonensis
- Euryops empetrifolius
- Euryops erectus
- Euryops ericifolius
- Euryops ericoides
- Euryops euryopoides
- Euryops evansii
- Euryops floribundus
- Euryops galpinii
- Euryops gilfillanii
- Euryops glutinosus
- Euryops gracilipes
- Euryops hebecarpus
- Euryops hypnoides
- Euryops imbricatus
- Euryops indecorus
- Euryops inops
- Euryops integrifolius
- Euryops jaberiana
- Euryops jacksonii
- Euryops lasiocladus
- Euryops lateriflorus
- Euryops latifolius
- Euryops laxus
- Euryops leiocarpus
- Euryops linearis
- Euryops linifolia
- Euryops linifolius
- Euryops longipes
- Euryops marlothii
- Euryops microphyllus
- Euryops mirus
- Euryops montanus
- Euryops mucosus
- Euryops muirii
- Euryops multifidus
- Euryops multiflorus
- Euryops munitus
- Euryops namaquensis
- Euryops namibensis
- Euryops nodosus
- Euryops othonnoides
- Euryops pectinatus
- Euryops pedunculatus
- Euryops petraeus
- Euryops pinifolius
- Euryops pinnatipartitus
- Euryops pleiodontus
- Euryops polytrichoides
- Euryops prostratus
- Euryops rehmannii
- Euryops rosulatus
- Euryops rupestris
- Euryops serra
- Euryops spathaceus
- Euryops speciosissimus
- Euryops subcarnosus
- Euryops sulcatus
- Euryops tagetoides
- Euryops tenuilobus
- Euryops tenuissimus
- Euryops thunbergii
- Euryops transvaalensis
- Euryops trifidus
- Euryops trilobus
- Euryops tysonii
- Euryops ursinoides
- Euryops wageneri
- Euryops walterorum
- Euryops vimineus
- Euryops virgatus
- Euryops virgineus
- Euryops zeyheri